# Округ Сент Ландри (Луизијана)
Сент Ландри (енгл. St. Landry Parish) је округ у америчкој савезној држави Луизијана.

## Демографија
По попису из 2010. године број становника је 83.384, што је 4.316 (-4,9%) становника мање него 2000. године.
| Група             | 2000.          | 2010.          |
| Белци             | 49.160 (56,1%) | 46.025 (55,2%) |
| Афроамериканци    | 36.952 (42,1%) | 34.442 (41,3%) |
| Азијати           | 178 (0,2%)     | 326 (0,4%)     |
| Хиспаноамериканци | 794 (0,9%)     | 1.321 (1,6%)   |
| Укупно            | 87.700         | 83.384         |